# Araeopteron obliquifascia
Araeopteron obliquifascia is een vlinder uit de familie spinneruilen (Erebidae). De wetenschappelijke naam is voor het eerst geldig gepubliceerd in 1910 door de Joannis.
De soort komt voor in tropisch Afrika.